# ルビー・ラフーン
ルビー・ラフーン（英: Ruby Laffoon、1869年1月15日 - 1941年3月1日）は、アメリカ合衆国の政治家、弁護士。1931年から1935年まで、第43代ケンタッキー州知事を務めた。17歳の時に叔父のアメリカ合衆国下院議員ポーク・ラフーンと共に住むためにワシントンD.C.に移転した。政治に関する興味を増してケンタッキー州に戻り、郡や州のレベルで選挙に勝ったり負けたりした。1931年、民主党予備選挙ではなく、指名大会でその州知事候補に選ばれ、1903年以降では指名大会で選ばれた唯一の民主党知事候補となった。選挙では共和党の対抗馬ウィリアム・B・ハリソンを、ケンタッキー州知事選挙始まって以来の大差で破った。
ラフーンは「マディソンビルの恐ろしい腕白坊主」とあだ名され、世界恐慌の経済的困難さに直面することになった。州財務省への歳入を上げるために、州初の消費税法制化を提唱した。この問題が州知事としての任期の大半を占有し州民主党やラフーン自身の内閣を分裂させた。副知事のA・B・"ハッピー"・チャンドラーが州議会で税に対する戦いを主導した。州議会の2つの通常会期と特別会期合計3回で税法案が否決された後、ラフーンは1934年の特別会期で税法案を通すために、共和党と二党間の連衡を固めた。
ラフーンとチャンドラー副知事の確執はラフーンの任期を通して続き、1935年の州知事選挙に影響した。当時の副知事は州知事とは独立した選挙で選ばれていた。ケンタッキー州憲法の規定で再選を求められないラフーンは、その後継者として政治ボスのトム・レイを支持し、民主党には再度指名大会で州知事候補を選ぶよう説得した。このことでラフーンが後継者を選ぶ可能性を大きく高めた。ラフーンがワシントンD.C.を訪れている間に、ケンタッキー州憲法の条項に従い、チャンドラーが知事代行を務めた。チャンドラーは州議会の特別会期を招集して、予備選挙を義務付ける法案を検討させた。ラフーンは急ぎケンタッキーに戻り、会期招集を無効化しようとしたが、ケンタッキー州控訴裁判所がその会期を合憲だと判断し、予備選挙法が成立した。チャンドラーが予備選挙でレイを破り、ラフーンの跡を継いで州知事になった。ラフーンは州知事の任期が明けた後に、故郷のマディソンビルに戻り、1941年に脳卒中で死んだ。その知事としての遺産の中に、ケンタッキー・カーネル（名誉大佐）を発行した数が記録となっており、その指名された者の中には、ケンタッキーフライドチキンをチェーン展開したハーランド・サンダース（カーネル・サンダース）がいた。

## 初期の経歴
ルビー・ラフーンは1869年1月15日、ケンタッキー州マディソンビルにあった丸太小屋で生まれた。父はジョン・ブレッドソー・ラフーン・ジュニア、母はマーサ・ヘンリエッタ（旧姓アール）であり、その3番目の子供で、唯一の男の子だった。ラフーンの伝記作者バーノン・ギプソンに拠れば、ラフーンの両親は新生児の名前を決められずに、数年間というもの「バッド」（子供）と呼んでいただけだった。ラフーンが幼い頃に、たびたび訪れていたグロサリーストアの経営者ジョン・エドウィン・ルビーから、自分で「ルビー」という名前を選んだ。
ラフーン家は主に農家だったが、政治の世界にも多少の経験があった。ルビー・ラフーンの祖父、ジョン・ブレッドソー・ラフーン・シニアは1815年にサウスカロライナ州からケンタッキー州に移って来て、ケンタッキー州下院議員を1期務めた。ルビーの父、ジョン・ジュニアはホプキンス郡の副保安官を数期、郡評価官を1期務めた。ルビーの叔父、ポーク・ラフーンはアメリカ合衆国下院議員を2期務めた。
ラフーンはマディソンビルの公立学校で初等教育を受けた。そこにいる間に、教師の1人は姉のスーザン・イザベラ・ラフーンであり当時まだ16歳だった。ラフーンが15歳のとき、畑を耕しているときにラバに腰を蹴られ、ナッシュビルの病院に6週間入院しなければならなくなった。同年の冬には氷の上で滑って、再度腰を痛めた。これらの怪我のために右足が左足よりも1.5インチ (38 mm) 短くなり、その後の生涯を通じて特別の靴を履き、杖を突いて引きずって歩くことになった。この怪我の後、両親はラフーンが農夫では生きていけないだろうと判断し、W・C・オブライアンの私立学校に入れた。ラフーンは17歳のときまでに、ホプキンス郡のチャールストンにある公立学校で教師をしていた。

## 法と政治の経歴
1886年、ラフーンは叔父のアメリカ合衆国下院議員ポーク・ラフーンと共に住むためにワシントンD.C.に移転した。そこでは年金事務所の支配人であるC・R・フォークナー判事の事務所で使い走りを務めた。1887年9月、コロンビア法学校（バーノン・ギプソンはジョージ・ワシントン大学法学校の前身だと言っている）に入学した。1888年10月17日、ワシントン・アンド・リー大学に転入し、1890年には法学士号を得た。その後はマディソンビルに戻り、法廷弁護士として認められ、ウィリアム・H・ヨスト判事の事務所で法律実務を始めた。民主党に入党して活動するようになり、郡の選挙管理事務官を務めた。1892年、ウォード・ヘッドリーを破って市検察官に当選した。1894年、ホプキンス郡検察官に立候補したが、ロイ・サーモンに17票差で敗れた。
ラフーンは1894年1月31日に、マディソンビルのルシール・ホテルでメアリー・"メイ"・ブライアント・ニスベットと結婚した。この夫婦には3人の娘が生まれた。妻のメイは夫の政治活動を支えるだけでなく、自らも政治に活動的だった。1932年から1960年の民主党全国大会では毎回ケンタッキー州の代表となり、1932年にフランクリン・ルーズベルトが初めて大統領選挙に出馬した時は、活発に応援した。1897年、家計を補うためにルビー・ラフーンはフェニックス保険会社マディソンビル支店の共同経営者になった。1901年にはその持ち分を売却し、再度郡検察官に立候補した。ラフーンは3,335票を獲得し、対抗馬のトマス・E・フィンリーの2,910票を抑えて当選した。1905年には再選を果たし、ホプキンス郡の検察官で再選を果たした初めての者になった。
1907年、ラフーンは州財務官に立候補した。民主党予備選挙では無投票で選ばれたが、選挙では民主党全体が敗北した。1911年には州の監査官に立候補したが、このときは予備選挙でヘンリー・ボスワースに敗れた。同年、民主党州大会ではホプキンス郡の代表の1人に選ばれた。1912年、州議会が州保険審査委員会を州監査官の下に創設する法案を成立させ、ラフーンは保険分野での経験があり、また党への忠誠心も高かったのでその報償として、ボスワースから委員長に指名された。1915年、ラフーンは第4司法地区の州検察官に立候補した。その地区はホプキンス郡、コールドウェル郡、クリッテンデン郡、リビングストン郡で構成されていた。しかし、予備選挙でJ・エリオット・ベイカーに敗れ、ベイカーも共和党のチャールズ・ファーガソンに敗れた。
1918年9月、ラフーンはテキサス州サンアントニオに移転し、そこで法律事務所を開き、ガルベストン近くで柑橘類の事業を始めた。ラフーンはこれを恒久的な移転にするつもりだったが、数か月後に家族の元に帰ったときに、友人がケンタッキー州に戻ってくるよう督励したので、僅か3か月のテキサスだけで復帰することになった。1921年、第4司法地区判事に立候補した。予備選挙ではプリンストン出身の候補者トライス・ベネットを破り、マリオン出身の共和党候補で現職のカール・ヘンダーソンと対戦することになった。1921年11月8日の選挙では地区内の全ての郡を制してラフーンが当選した。その最初の任期では、ラフーンが下した判断のうち7%のみが上級審である控訴裁判所で覆されただけであり、当時の第4司法地区としては新記録になった。1927年にも6年間任期に再選された。

## ケンタッキー州知事
1931年、ラフーンは州知事選挙で民主党の候補指名を求めた。民主党内に派閥の抗争があり、知事候補は予備選挙ではなく指名大会で選出する方法を選んだ。1899年にウィリアム・ゴーベルを選んだミュージックホール党大会以来の指名大会となり、1903年以後では唯一のものとなった。大会は1931年5月12日にレキシントンで開催された。ラフーンは、ベン・ジョンソン、トマス・レイ、M・M・ローガン、アリー・ヤング、ウィリアム・J・フィールズなど、党内の有力者の支持を得ていた。現職副知事のジェイムズ・ブレシット・ジュニア、センター・カレッジ・フットボールの英雄ジェイムズ・"レッド"・ロバーツなど数多い候補者の中から、ラフーンが圧倒的多数で選出された。
ラフーンは身体的なハンディがあったが、州内を活発に選挙運動して歩いた。遊説の間には、聖書の言葉を引用して政治的なコメントを入れて行った。「ルイビル・クーリエ・ジャーナル」がこの選挙スタイルに反発し、共和党候補でルイビル市長のウィリアム・B・ハリソンを暫定的に支持した。共和党の元知事エドウィン・P・モローからは「マディソンビルの恐ろしい腕白坊主」とあだ名されたが、ラフーンは当選の暁には、現職知事フレム・サンプソンが指名した州政府の共和党役人を全て罷免すると約束した。サンプソン知事の失政や、ハーバート・フーヴァー大統領（共和党）の問題に満ちた政権運営を、民主党を選ぶ理由に挙げた。11月の選挙では72,000票以上という大差を付けてラフーンが当選した。ケンタッキー州知事選挙始まって以来の大差となった。
ラフーンは就任してから間もなく、ケンタッキー・カーネルの称号を与えられた人々の慈善組織であるケンタッキー・カーネル名誉騎士団を組織化した。知事である間にケンタッキー・カーネルの称号を2,368人に与えており、後にも先にもその数字は最大となっている。その中でも著名なのがハーランド・サンダース（カーネル・サンダース）であり、チェーン店のケンタッキーフライドチキンを開いたときに「カーネル」の称号を利用した。その他のケンタッキー・カーネルには、メイ・ウエスト、シャーリー・テンプル、クラーク・ゲーブル、ビング・クロスビー、ウィル・ロジャース、フレッド・アステア、ジーン・ハーロウ、メアリー・ピックフォード、チャールズ・チャップリン、ジャック・デンプシー、W・C・フィールズがいた。

### 消費税執行への戦い
ラフーンの政権は世界恐慌の経済的困難さに直面することになった。多くの改善を提案する一方で、その計画を実行するための金が、州の予算には無かった。就任した最初の1年間で、州の予算から1,150万ドルの支出を削減したが、それでも歳出超過だった。その負債をカバーするために、州は利子を上乗せしたワラント債を発行した。1931年、このワラント債が州歳入の24.2%を占めた。1932年には40.2%にもなった。ラフーンは歳入を増やすために、1932年に2%の消費税を提案した。この提案は商人や一般市民に極めて不人気であり、州議会を通過する見込みは薄かった。1932年3月2日、反税抗議者100名の暴徒が州知事公舎を襲い、内装品に危害を与えた。ラフーンは新税法案を通すために、税率を僅か1%にまで落とすことに合意した。この提案は下院を通過したが、上院の委員会が本会議に掛けることを拒否した。

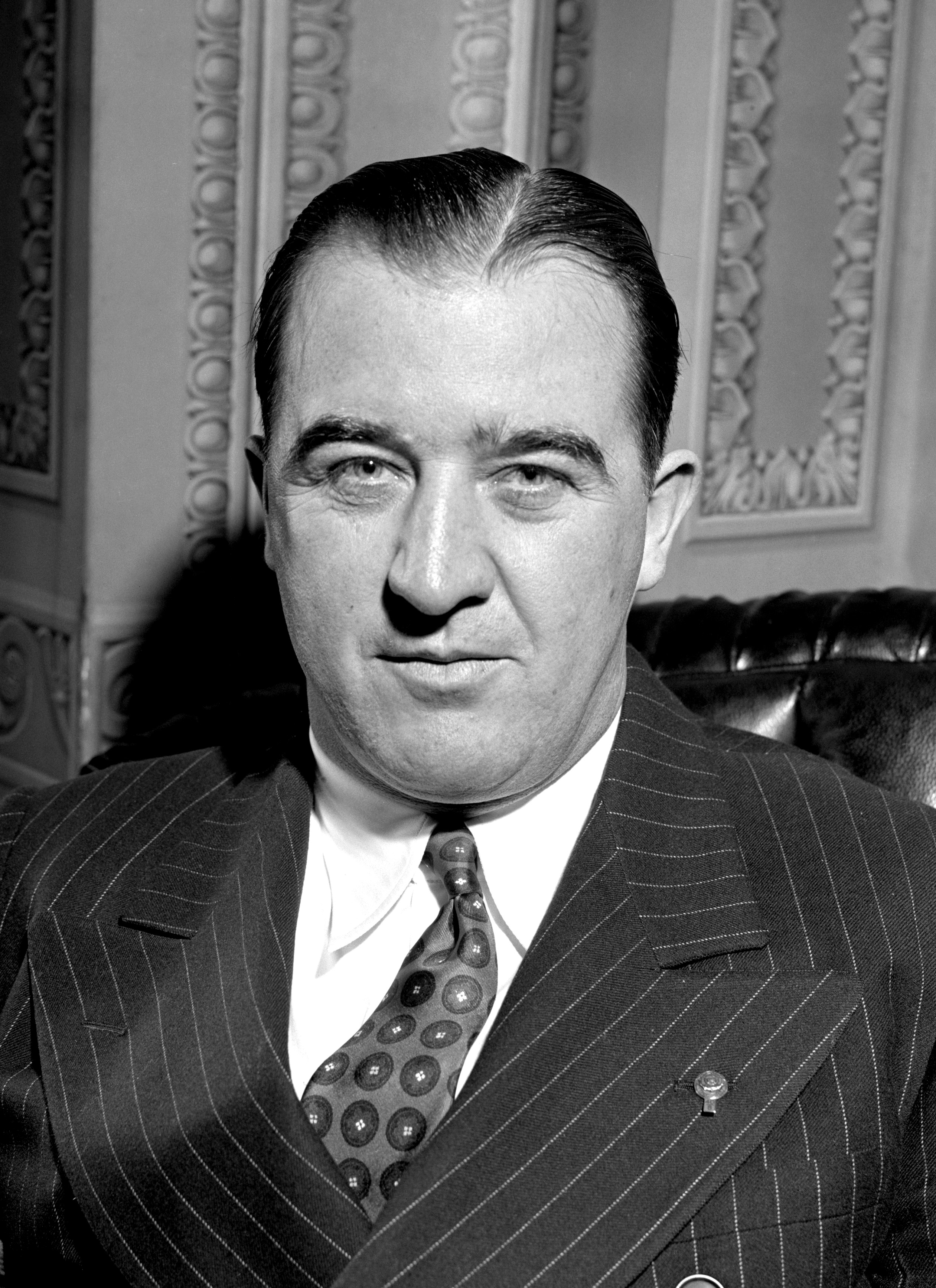
A・B・"ハッピー"・チャンドラー、ラフーンの副知事、消費税法の要求に反対した

この消費税の提案で民主党内全体と特にラフーンの閣僚の間に亀裂を生んだ。州議会上院の議長として副知事のA・B・"ハッピー"・チャンドラーは、議会で消費税に反対する派を率いた。高規格道路コミッショナーのベン・ジョンソンはチャンドラーの側に立ち、元はラフーンの支持者だったアリー・ヤングやJ・ダン・タルボットも同様だった。ラフーンは反対されることへの報復として、議会会期の終わりに資産税削減への割り当て700万ドルとその手段に拒否権を使った。この会期で成立した数少ない法案の中には、高規格道路局を再編すること、州の慈善委員会を党派的政体とすること、釣り・猟委員会をスポーツマンの統制から外すことがあった。選挙区再編法案が会期の終わりに急遽成立し、最新の国勢調査に従ってアメリカ合衆国下院議員を選ぶ選挙区を11から9に減らしたが、ゲリマンダーだという告発があって法案が縺れ、1932年の下院議員選挙では有効にならなかった。その結果その年に選ばれたケンタッキー選出議員は全て州全体を選挙区に選ばれた。「ルイビル・クーリエ・ジャーナル」は1932年の州議会会期を「ケンタッキー州の歴史でも最悪の会期」と呼んだ。
ラフーンは経済危機に対して、1933年3月1日から4日間銀行休日とすると宣言することで応じた。その休日を2回延長し、終わったのは3月18日だった。タバコ農家かから低価格の苦情が出たことに対応して、その年12月にはバーリータバコの市場を閉鎖した。1932会計年度末に州の財政は200万ドルの赤字だった。ケンタッキー州はマッチングファンドに必要とされる資金を調達できなかったために、フランクリン・ルーズベルト大統領のニューディール政策でも然るべき財政援助を得られなかった。
ラフーンは消費税法案を通すと心に決め、この問題を検討するために特別会期は要求しないと誓った。しかし、1933年8月、消費税の別名である「総合領収税」を議論するために特別会期を要求することになった。ジョンソンとチャンドラーが再度ラフーンの計画に対する反対派を率いた。ラフーンは彼らをアリー・ヤングやアメリカ合衆国下院議員のジョン・Y・ブラウン・シニア等と共に、「議事堂を感染させたこともこれまで無かったような最も狡猾なロビー（圧力団体）」と呼んだ。さらに、その消費税法に対する反対は「一群のニューヨーク・ユダヤ人」によって財政の裏付けが行われていると非難したということである。ラフーンの説得にも拘わらず、消費税法案は再度否決された。
1934年に州議会通常会期が招集されたときは、3つに分裂していた。ほぼ3分の1が共和党員、3分の1がラフーンを支持する民主党員、残り3分の1が反ラフーンの民主党員だった。ラフーンと政治ボスのトム・レイは、梃子として共和党員の選挙区に新しい道路を通すという約束を使い、共和党員と同盟を結んだ。この二党同盟により、公立高等教育評議会の設立、就学期間を6か月以上延長し、16歳まで就学を義務付けることなど、教育のためになる手段を幾つか法制化することに成功した。ウィスキー税をガロン当たり2セントから5セントに上げることで税収増が得られた。ラフーンの二党同盟は州の委員会と部局を69から24に減らす州政府再編成法案も成立させ、州の従業員数も削減した。しかしこの法案の真の標的はラフーンの政敵だった。この法は副知事と州監査官の権限を減らすことであり、どちらも政敵だった。中でも重要なのは、副知事を州議会上院議長の職から外したことだった。またこの法は知事に州役員の指名職を解任する権限も与えていた。
消費税の反対者を無力化した上で、ラフーンは議会に州の歳入と自動車税を下げるよう奨励し、そのことで消費税を除けば歳入の代替資源がないようにできると考えた。州議会は要請された削減案を通し、1934年7月、ラフーンは消費税を検討するための特別会期を招集した。政権寄りの役人が新税賛成のパレードとデモを行った。これと対照的に100人の失業者集団がフランクフォートを行進し、財政的救済を要求した。彼らの何人かがラフーンに対して殺害の脅しを行い、州軍が知事公舎を取り囲んで保護した。反増税派は議会手続きを駆使して投票を1週間遅らせたが、この会期末に3%消費税法案が成立した。「ヒッピティ・ホップでおもちゃ屋へ行って赤い風船を買う。あなたに1ペニー、私に1ペニー、ルビー・ラフーンに1ペニー」と子供歌に変えてこの税が皮肉られた。この特別会期に続いて、ラフーンはサナトリウムに入り、疲労の治療を受けた。
1934年、ラフーンは州東部の炭鉱で労働組合が行う暴力を研究するために州軍長官のヘンリー・デンハートを派遣した。デンハートの研究で、「実質的な恐怖支配が存在し...言論の自由や平和的集会の権利がほとんどなくなっている」ことが分かった。しかしラフーンは組織化された労働者の支援に重きを置き、デンハートの報告からほとんど何も採用しなかった。

### 1835年州知事選挙における役割
ラフーンは知事の任期が終わり近くなると、ベン・ジョンソンを高規格道路コミッショナーから罷免し、トム・レイを後任にした。この人事はレイを次の知事に仕立てるためのものだった。ラフーンとレイの影響力下で、民主党はその知事候補選びに再度予備選挙ではなく指名大会を選んだ。ラフーンの支持者達は州の民主党中央委員会、郡大半の政治組織を支配していたので、大会が開かれれば、ラフーンが選んだ知事候補が選ばれるはずだった。大会は1935年5月14日にレキシントンで開催されることになった。
1935年、ラフーンはルーズベルト大統領に会うためにワシントンD.C.に旅した。ラフーンはこの旅の目的がケンタッキー州に対する連邦政府の援助を引き出すためだと言っていたが、ラフーンの政敵は予備選挙を行わないことを大統領に言い訳するためだと主張していた。ルーズベルトはケンタッキー州中央委員会に予備選挙の採用を奨励する手紙を書いていた。ラフーンが州を離れた場合は、ケンタッキー州憲法の規定に従い、副知事のチャンドラーが知事代行となっていた。2月6日、チャンドラーは2月8日に州議会の特別会期を招集し、州の役人全ての候補者を選別するために予備選挙を要求する法案を審議すると公表した。ラフーンは急ぎ州に戻り、アシュランドに2月7日に到着し、即座にチャンドラーの招集を撤回する声明を発した。フランクリン郡の下院議員ジョン・ゲイトウッドが、ラフーンの命令に対する差し止め命令を取得し、予備選挙に賛成する議員が2月8日にフランクフォートに集まった。これらの議員は2月8日、9日、さらに11日も定数不足だった。2月11日、6人の議員がラフーンの撤回が合法であるかを問う宣言的判決を求めた。フランクリン郡巡回裁判所はチャンドラーの招集を支持し、ラフーンの撤回を無効と判断し、さらに当時は州内最終審だったケンタッキー州控訴裁判所がこの判断を4対3の票決で支持した。
2月13日、ケンタッキー州下院は定数に達し、上院も翌日定数に達したラフーンは特別会期に関する法廷闘争に敗れたので、決選投票のある予備選挙を提案した。すなわち、1回目の投票で過半数を得た候補者がいない場合に決選投票を再度実施するやり方だった。チャンドラーを含む数人の議員はこのやり方が元知事で上院議員のJ・C・W・ベッカムを標的にしたものであると考えた。ラフーンはベッカムがレイに対抗して知事候補指名を求めて来ると考えていた。彼らは二度の予備選挙があれば、高齢のベッカムには耐えられないだろうと見ていた。単一予備選挙の支持者は、自分たちだけで州議会を通すのが難しいと考え、2回の予備選挙に合意し、その法案は2月27日にラフーンが署名して法制化された。
民主党予備選挙には7人の候補者が立候補した。その中にはレイと副知事のチャンドラーが入っていた。元知事のベッカムは立候補しなかった。ベッカムの一人息子が1934年後半に死亡し、その家族が落胆し、ベッカムの妻はあらたな選挙運動を行うことに強く反対した。選挙戦の終わり近くになって、ラフーンは虫垂炎を患い、手術を受けたので、レイの応援ができなくなった。選挙前の争いで2人の候補者が脱落した。
予備選挙当日、州軍長官のデンハートが、選挙の際には暴力事件が起こることで知られたハーラン郡に州軍を入れた。州軍は有権者を誰何し、投票箱を検査し、数人を逮捕した。これらの行動は巡回裁判所判事ジェイムズ・M・ギルバートが発していた抑制命令に違背していたが、デンハートはラフーンからの命令で動いたと主張した。後にデンハートは「我々はケンタッキー州で行われたことがないような途方もなく計画された選挙違反を阻止した。我々がここに居なければ、チャンドラーが15,000票増やしていただろう」と報告した。デンハートはその後逮捕され、裁判所の抑制命令に違背した法廷侮辱罪で告発された。
予備選挙では、レイが1位票を得たが、過半数ではなかった。チャンドラーが2位につけており、この二人が9月7日に決選投票を行うことになった。その決選投票ではチャンドラーがレイを破り、候補指名を獲得した。ルーズベルト大統領は、1936年の大統領選挙で民主党の派閥争いが票を減らすことになるのを望まず、ラフーンとチャンドラーの仲を取り持とうとしたが、うまく行かなかった。ラフーンとレイはラフーンの閣僚の大半と共に党を飛び出し、共和党公認のキング・スウォープを支持した。チャンドラーは前任者からの支持を得られなかったが、選挙の結果知事に当選した。ラフーンは知事任期の残り期間で、ハーラン郡における予備選挙に州軍が干渉したことで告発されたデンハートとその他の者に恩赦を発行した。これらはラフーンが発行した恩赦560件という記録の中に含まれており、その多くは刑務所の混雑緩和が目的だった。

## その後の人生
ラフーンは州知事選挙の間に、知事に選ばれれば、それ以上高い役職を求めないと約束した。ケンタッキー州憲法の規定で再選を求められないラフーンは、4年間の知事職の後に私的生活に戻った。チャンドラーの就任日、ラフーンは「私は就任式後すぐにマディソンビルに行くつもりだ。水曜日の朝には私の法律事務所に顧客が来てくれることを期待している」と語った。
チャンドラーの就任から間もなく、検事総長のビバリー・M・ビンセントが、ケンタッキー・カーネルの任命は、任命した知事の任期切れと共に解消されるという見解を出した。ラフーンは自分が出した任命と、前任者が出して任命を活発に弁護した。1936年4月27日、チャンドラー州知事とキーン・ジョンソン副知事がオハイオ州シンシナティで野球の試合を観戦しているときに、知事代行となった上院議長代行のジェイムズ・ユージーンワイズが、それまでの17,000件のケンタッキー・カーネル発令をすべて再発行した。
ラフーンは1936年に民主党全国委員会の委員になったが、全国大会には出席しないことにした。代理投票者にはユーリー・ウッドソンを選定したが、ウッドソンも出席を辞退し、フレデリック・ヴィンソンに代理投票を委ねた。1936年、M・M・ローガンがアメリカ合衆国上院議員への再選を求めたときは、これを支持した。1940年民主党全国大会では代議員となり、ルーズベルトとは自分の州知事時代に軋轢があったものの、ルーズベルトの再選を支持した。
1941年2月、ラフーンは医者から高血圧のために2週間は働かないよう命令されていたにも拘わらず、ユニオン郡巡回裁判所で特別判事を3日間務めた。2月17日、ラフーンは眩暈の症状があったために、いつもより早く法律事務所から家に戻った。ラフーンは脳卒中を患っていたと報告され、一時的に快方に向かったあとで、状態が悪化し、3月1日午前2時50分に死んだ。ラフーンはマディソンビルのグレープバイン墓地に埋葬された。

## 関連図書
- Jillson, Willard Rouse (1932). Governor Ruby Laffoon: A biographical sketch. Kentucky Historical Society